# Пахалгам

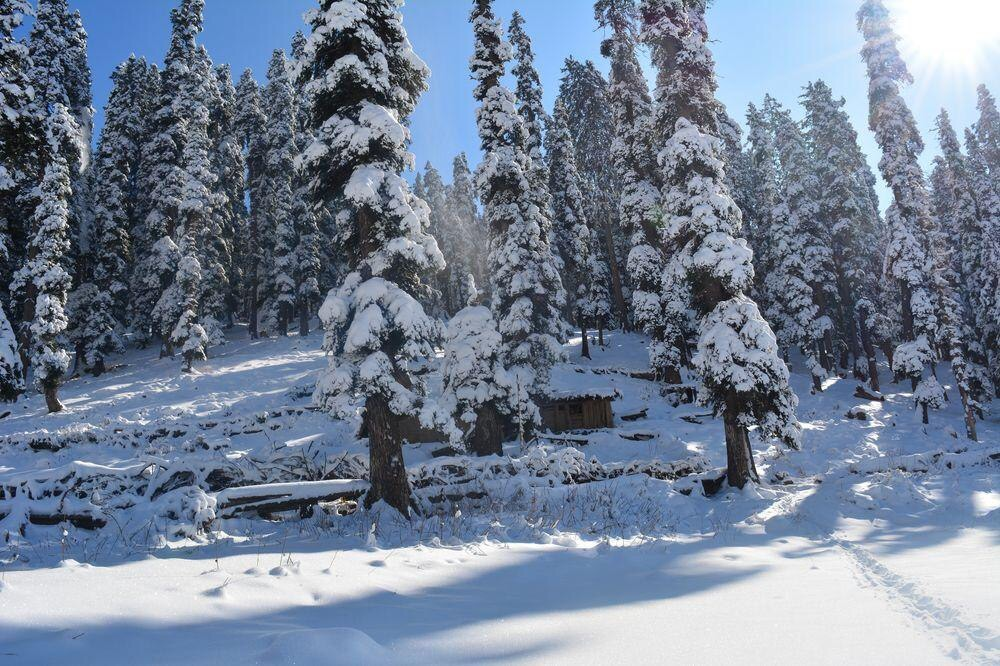
Сосни в снігу у Пахалгамі

Пахалгам (або Пахалґам) (урду پہلگام, гінді पहलगाम) — місто, що знаходиться на висоті 2740 метрів над рівнем моря в окрузі Анантнаг, що у колишньому штаті Джамму та Кашмір, Індія. Одне з найпривабливіших для туристів місць Кашміру.  

## Туризм
Так як місто знаходиться у горах, майже повністю вкритими хвойними лісами, тут можна зустріти диких тварин, зокрема, леопардів та ведмедів, мавп, а також велику кількість хижих птахів, що будуть дивувати своїми розмірами. Взимку леопарди полюбляють нападати на свійських тварин місцевих жителів, особливо вночі, а також на вуличних собак. Вночі леопарди можуть спускатись у саме місто, вдень вони мало активні. Побачити дикого леопарда досить складно, оскільки він дуже обережний, і небезпечно, хоч зазвичай на людей він не нападає. Але почути його рев цілком реально. 
Основний потік туристів припадає на теплу пору року, оскільки саме тоді можна вирушати з місцевими провідниками у довгі та короткі гірські походи.
Більшість туристів також з Індії, проте з інших штатів. Однак європейцям тут завжди особливо раді, а місцеві гіди можуть спілкуватись кількома іноземними мовами .

## Цікаві місця

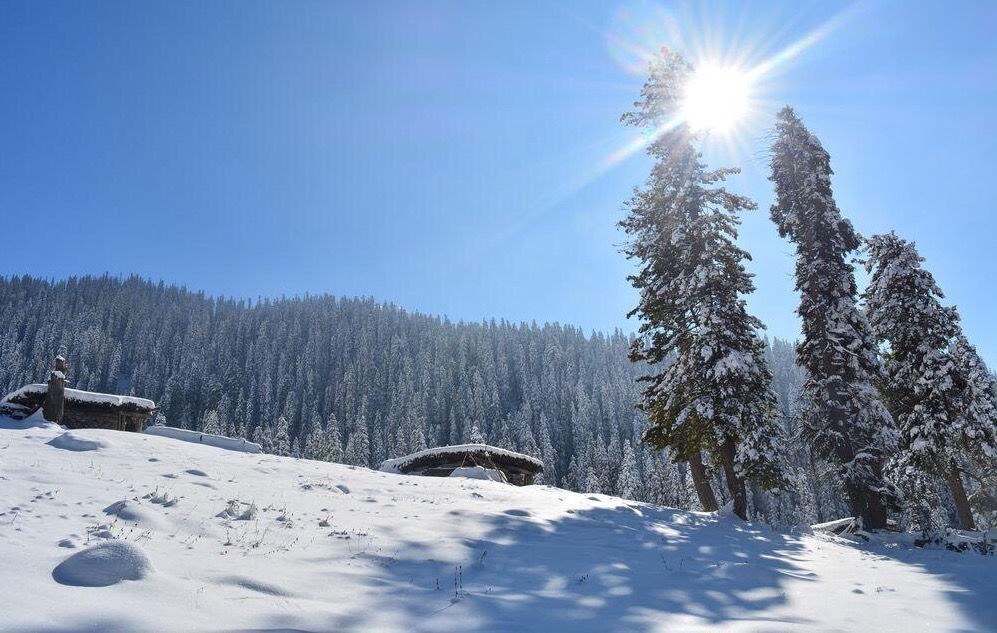
Дорога що веде до озера Туліан

Туліан — високогірне озеро, що знаходиться на висоті 3,684 метрів (12,087 футів) над рівнем моря, в 16 кілометрах (9,9 милі) від Пахалгаму.

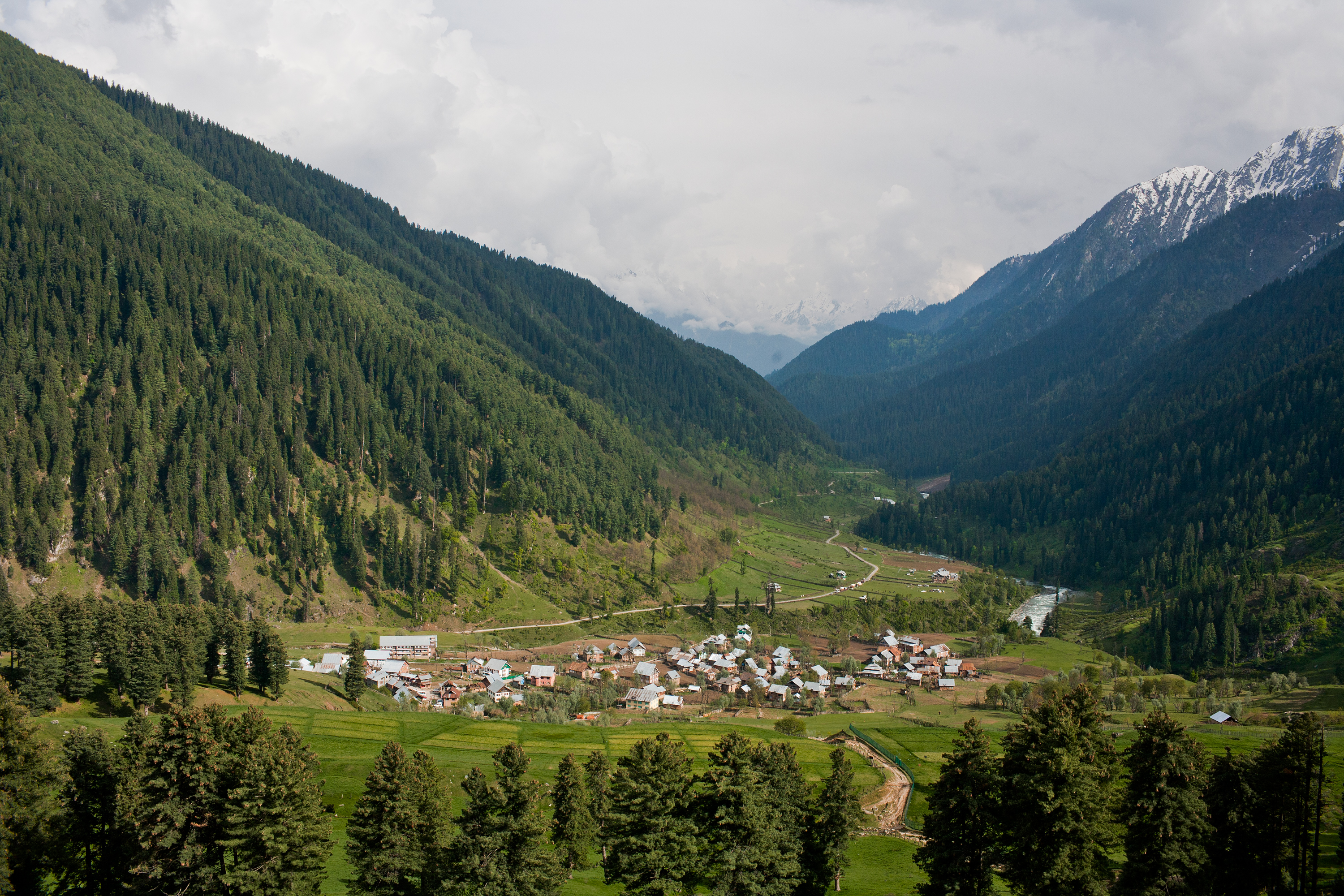
Долина Ару

Ару — село в районі Анантанг, Джамму та Кашмір, Індія. Розташоване приблизно за 12 км від Пахалгаму та за 11 км вгору за течією від річки Ліддер.